# Villa Trost
Die Villa Trost befindet sich in Bremen, Stadtteil Burglesum, Ortsteil Lesum, Lesmonastraße 3. Das Haus entstand bis 1912 nach Plänen von Alfred Runge und Eduard Scotland. 
Es steht seit 1982 unter Bremer Denkmalschutz.

## Geschichte
Die zweigeschossige, verputzte Villa mit einem Sockelgeschoss, dem hohen Mansarddach und den Fledermausgauben sowie einem seitlichen, zweigeschossigen, späteren Anbau wurde 1912 in der Epoche der Jahrhundertwende gebaut. Zum Bauherren liegen keine Informationen vor. Heute (2018) wird das Haus weiterhin für Wohnzwecke genutzt.
In der Lesmonastraße stehen mit der Nr. 66 (Haus Lichtenegg) und Nr. 70 (Haus Mindeströmmen) zwei weitere denkmalgeschützte Häuser.

Von den Architekten stammen in Burglesum noch der Umbau Haus Hohekamp.